# Liste der SA-Gruppen und -Obergruppen
Die folgende Liste der SA-Gruppen und -Obergruppen gibt einen Überblick über die organisatorische Struktur der höchsten Gliederungsebene der Sturmabteilung (SA), der Partei- und Bürgerkriegsarmee der NSDAP.

## Gliederung der SA ab Mai 1931
Mit Übernahme der Funktion des Stabschefs der SA durch Ernst Röhm Anfang 1931 entwickelte sich die SA zur Parteiarmee. Die Leiter der damals schon bestehenden SA-Gruppen unterstanden der Obersten SA-Führung und waren zumal in stetiger Abhängigkeit von den NSDAP-Gauleitern.

## Gliederung der SA ab September 1932
Gemäß einer Verfügung der Obersten SA-Führung vom 9. September 1932 wurde mit Wirksamkeit ab dem 15. September 1932 die neue Gliederungsstufe der SA-Obergruppen eingeführt und jeweils mehrere der bestehenden SA-Gruppen unter den Dächern der neuen Obergruppen zusammengefasst. Insgesamt wurden fünf Obergruppen, denen fünfzehn Gruppen als Untergliederungen unterstellt wurden, während drei Gruppen ohne Unterstellung unter eine Obergruppe als jeweils selbständige Gruppe bestehen blieben.
|                                                           | Führer der Obergruppe | umfasste |
| SA-Obergruppe I (Berlin)                                  | Gruppenführer Wolf-Heinrich von Helldorff | - SA-Gruppe Berlin-Brandenburg (vorläufig in Befehlseinheit mit der Obergruppe), - SA-Gruppe Ostmark, - SA-Gruppe Ostsee                                                                                                  |
| SA-Obergruppe II (Hannover)                               | Gruppenführer Viktor Lutze | - SA-Gruppe Nordsee (vorläufig in Befehlseinheit mit der Obergruppe; bestehend aus der bisherigen Gruppe Nordsee und der Untergruppe Hamburg), - SA-Gruppe Niedersachsen, - SA-Gruppe Nordmark (ohne Untergruppe Hamburg) |
| SA-Obergruppe III (Koblenz)                               | (vor 1. Januar 1933) SA-Gruppenführer SA-Obergruppenführer August Schneidhuber 15. September 1932 bis 31. März 1933 SA-Gruppenführer Emil Steinhoff 1. April 1933 bis 30. Juni 1933 | - SA-Gruppe Westfalen, - SA-Niederrhein, - SA-Gruppe West (vorläufig in Befehlseinheit mit der Obergruppe) |
| SA-Obergruppe IV (Ingolstadt) ab 1. April 1933: (München) | SA-Gruppenführer Hans Georg Hofmann 15. September 1932 bis 31. März 1933 SA-Obergruppenführer August Schneidhuber 1. April 1933 bis 30. Juni 1933                                   | - SA-Gruppe Südwest, - SA-Gruppe Franken, - SA-Gruppe Hochland |
| SA-Obergruppe V (Dresden)                                 | SA-Gruppenführer Manfred von Killinger | - SA-Gruppe Mitte, - SA-Gruppe Thüringen, - SA-Gruppe Sachsen |
| Selbständige Gruppen                                      | | - SA-Gruppe Ostland, - SA-Gruppe Schlesien (Gruppenführer Edmund Heines), - SA-Gruppe Österreich |

## Gliederung der SA ab Juli 1933
Gemäß Erlass der Obersten SA-Führung vom 7. Juli 1933 wurde die SA in acht Obergruppen eingeteilt, die einundzwanzig Gruppen umfassten.
Neu geschaffen wurde die Obergruppe Königsberg, die die Bezeichnung der SA-Obergruppe I erhielt, die bisher die Obergruppe Berlin geführt hatte. Die Obergruppe Berlin ihrerseits erhielt die Bezeichnung der SA-Obergruppe III, die bisher von der Obergruppe Koblenz geführt worden war. Diese wurde als SA-Obergruppe V neu nummeriert und verlegte ihren Dienstsitz von Koblenz nach Frankfurt. Die SA-Gruppe Thüringen wurde aus dem Zuständigkeitsbereich der SA-Obergruppe Dresden (bisher Obergruppe V, jetzt Obergruppe IV) herausgelöst und der Obergruppe V (Frankfurt) einverleibt, die außerdem die Gebiete Westmark (bisher Gruppe West, Westfalen und Niederrhein) sowie die Gruppen Hessen und Südwest umfasste.
Die bisherige SA-Obergruppe IV (Ingolstadt), die die Gruppen Bayerische Ostmark, Franken und Hochland umfasste, wurde derweil in SA-Obergruppe VII (München) umbenannt.
Die bisherige Gruppe West wurde geteilt in: Gruppe Westmark und Gruppe Hessen.
|                                                  | Führer der Obergruppe                                                         | umfasste |
| SA-Obergruppe I (Königsberg)                     | Obergruppenführer Karl-Siegmund Litzmann                                      | - Gruppe Ostland |
| SA-Obergruppe II (Stettin)                       | SA-Obergruppenführer Max Luyken                                               | - SA-Gruppe Pommern, - SA-Gruppe Hansa (neugebildet aus der selbständigen Untergruppe Mecklenburg und der Untergruppe Hamburg) und - SA-Gruppe Nordmark |
| SA-Obergruppe III (Berlin, vorerst noch Breslau) | SA-Obergruppenführer Edmund Heines                                            | - SA-Gruppe Schlesien, - SA-Gruppe Berlin-Brandenburg und - SA-Gruppe Ostmark                                                                           |
| SA-Obergruppe IV (Dresden)                       | SA-Obergruppenführer Manfred von Killinger                                    | - SA-Gruppe Sachsen und - SA-Gruppe Mitte |
| SA-Obergruppe V (Frankfurt a. M.)                | SA-Obergruppenführer Emil Steinhoff (nach anderen Angaben Dietrich von Jagow) | - SA-Gruppe Thüringen, - SA-Gruppe Westmark, - SA-Gruppe Hessen und - SA-Gruppe Südwest                                                                 |
| SA-Obergruppe VI (Hannover)                      | Viktor Lutze                                                                  | - SA-Gruppe Nordsee (ohne Untergruppe Hamburg), - SA-Gruppe Niedersachsen, - SA-Gruppe Westfalen und - SA-Gruppe Niederrhein                            |
| SA-Obergruppe VII (München)                      | SA-Obergruppenführer August Schneidhuber (bereits seit 1. April)              | - SA-Gruppe Bayerische Ostmark, - SA-Gruppe Franken und - SA-Gruppe Hochland                                                                            |
| SA-Obergruppe VIII (Linz)                        |                                                                               | - SA-Gruppe Österreich |

## Gliederung der SA ab 15. März 1934
Anlässlich einer Erweiterung der SA-Obergruppen wurde die neue SA-Obergruppe VIII (Breslau) geschaffen, die aus der SA-Gruppe Schlesien, die bisher einen Teil der SA-Obergruppe III (Berlin) gebildet hatte, bestand. Der Führer der Gruppe Schlesien, Edmund Heines der bisher zugleich Führer der SA-Obergruppe III (Berlin) – mit Dienstsitz in Breslau – gewesen war, wurde in Personalunion zum Führer der neuen Obergruppe. Die bisherige Obergruppe VIII (Linz) wurde im März zur Obergruppe XI. Am 4. April 1934 wurde die Obergruppe X geschaffen, die die Gruppen Niederrhein und Westfalen umfasste.
|                                                        | Führer der Obergruppe                    | umfasste                                                                                   |
| SA-Obergruppe I (Königsberg)                           |                                          | - SA-Gruppe Ostland                                                                        |
| SA-Obergruppe II (Stettin)                             |                                          | - SA-Gruppe Hansa, - SA-Gruppe Pommern und - SA-Gruppe Nordmark                            |
| SA-Obergruppe III (Berlin)                             |                                          | - SA-Gruppe Berlin-Brandenburg und N. N.                                                   |
| SA-Obergruppe VI (Hannover)                            | SA-Obergruppenführer Viktor Lutze        | - SA-Gruppe Niedersachsen, - SA-Nordsee, - SA-Gruppe Niederrhein und - SA-Gruppe Westfalen |
| SA-Obergruppe VII (München)                            | SA-Obergruppenführer August Schneidhuber | - SA-Gruppe Bayerische Ostmark, - SA-Gruppe Franken und - SA-Gruppe Hochland               |
| SA-Obergruppe VIII (Schlesien)                         | SA-Obergruppenführer Edmund Heines       | - Gruppe Schlesien                                                                         |
| SA-Obergruppe IX (Koblenz) (1. April 1934 geschaffen?) |                                          | - SA-Gruppe Westmark und - SA-Gruppe Kurmark                                               |
| SA-Obergruppe X                                        | Wilhelm Schepmann (ab 4. April 1934)     |                                                                                            |
| SA-Obergruppe XI (Linz)                                | Hermann Reschny                          |                                                                                            |

## Gliederung der SA ab Mai 1934
Zu einer erneuten Umgliederung kam es am 15. Mai 1934.
|                                         | Führer der Obergruppe               | umfasste |
| SA-Obergruppe I (Berlin)                | SA-Gruppenführer Karl Ernst         | - SA-Gruppe Berlin-Brandenburg und - Gruppe Ostmark                                                         |
| SA-Obergruppe II (Hannover)             | SA-Obergruppenführer Viktor Lutze   | - SA-Gruppe Niedersachsen, - SA-Gruppe Nordsee und - SA-Gruppe Nordmark                                     |
| SA-Obergruppe III (Koblenz)             |                                     | - SA-Gruppe Westfalen, - SA-Gruppe Niederrhein und - SA-Gruppe West                                         |
| SA-Obergruppe IV (Ingolstadt)           |                                     | - SA-Gruppe Hochland, - SA-Gruppe Südwest, - SA-Untergruppen Ober-Mittel und - SA-Untergruppe Unter-Franken |
| SA-Obergruppe V (Dresden)               |                                     | - SA-Gruppe Sachsen, - SA-Gruppe Mitte, - SA-Gruppe Thüringen und - SA-Gruppe Pommern                       |
| SA-Obergruppe VIII (Breslau)            | SA-Obergruppenführer Edmund Heines  | - SA-Gruppe Schlesien                                                                                       |
| SA-Obergruppe X (Westfalen-Niederrhein) | Wilhelm Schepmann (seit April 1934) | |
| SA-Obergruppe XII (Hamburg)             |                                     | SA-Gruppe Hansa                                                                                             |

## Gliederung der SA ab August 1934
Im August wurden die SA-Obergruppen aufgelöst und (wie bis 1932) die Gruppen als höchste Gliederungsstufe festgelegt.